# Laccogrypota grandis
Laccogrypota grandis är en insektsart som först beskrevs av William Lucas Distant 1878.  Laccogrypota grandis ingår i släktet Laccogrypota och familjen spottstritar. Inga underarter finns listade i Catalogue of Life.